# Широкополье (Калининградская область)
Широкополье— посёлок в Зеленоградском районе Калининградской области. До 2016 года входил в состав Ковровского сельского поселения.

## Население
| 2002 | 2010 |
| ---- | ---- |
| 26   | ↘20  |

## История
В 1946 году Роппен, был переименован в поселок Широкополье.
Прежние названия на немецком языке:	Roppen bis 194